# شبراملس
شُبْرَامِلس إحدى قرى مركز زفتى التابع لمحافظة الغربية بجمهورية مصر العربية. تعد شبراملس أكثر قرى مصر إنتاجًا وزراعةً للكتان وتصديره إلى خارج البلاد، حيث يمثل إنتاجها 90% من إنتاج مصر من الكتان ويمثل 8% من إنتاج العالم من الكتان. ويعمل معظم سكانها في مجال زراعة وتصنيع الكتان، وتعد الصين وبلجيكا من المستوردين الرئيسيين لإنتاجها من الكتان.
تقع المدينة في أقصى شمال المركز يحدها من الشمال مركز سمنود ومن الشرق شبرا اليمن ومن الجنوب الشرقي منية المباشرين ومن الجنوب الغربي ميت النور ومن الغرب ششتا.

## التاريخ

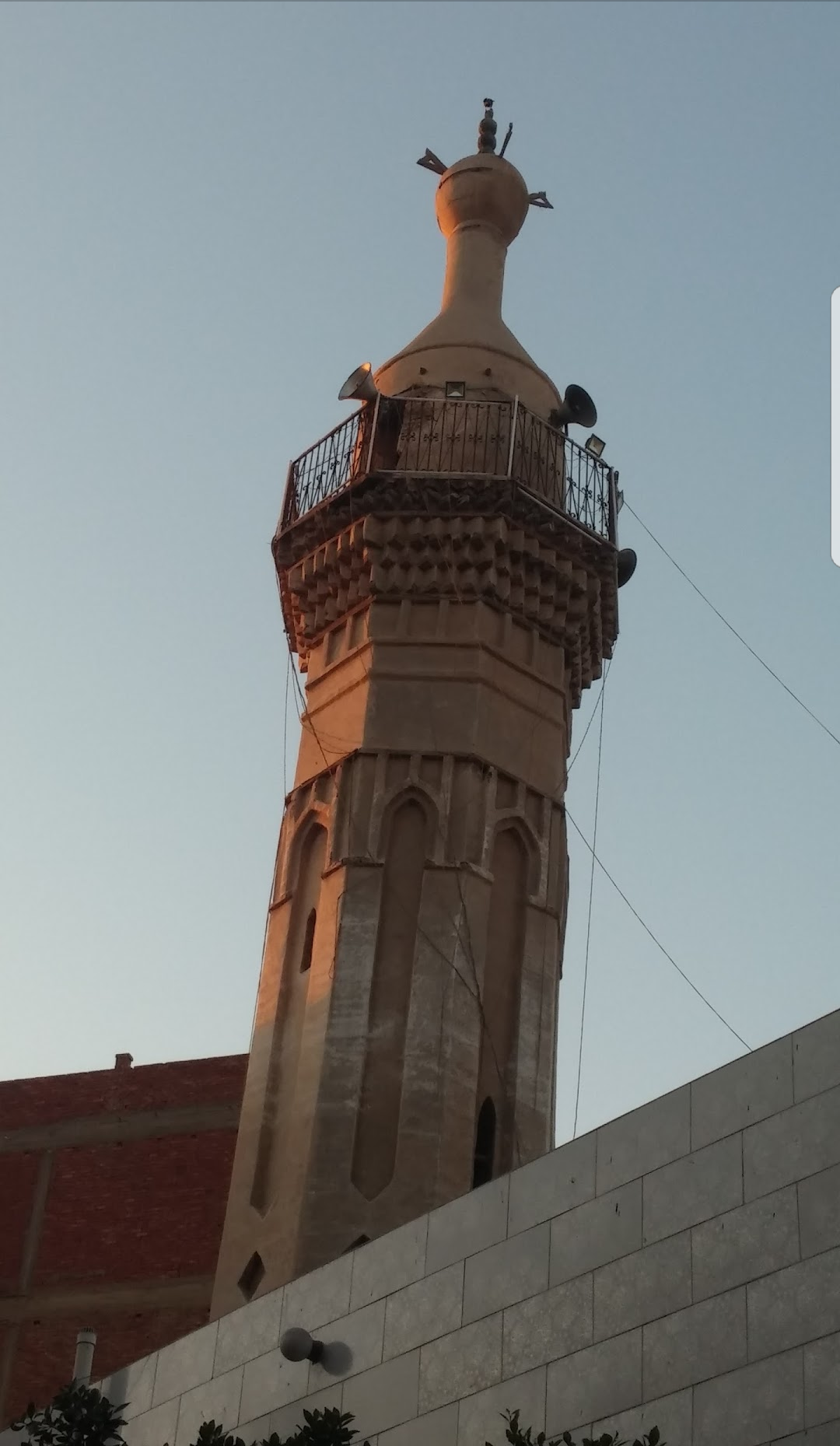
المئذنة الأثرية لمسجد الزنفلة بشبراملس

ذكر محمد رمزي في كتابه القاموس الجغرافي للبلاد المصرية أن شبراملّس من القرى القديمة التي ذكرها أميلينو في جغرافيته، وقال أن اسمها القبطي «Genemoulos»، وقال أنها عُرّبت إلى «شرملس»، وهو الاسم الذي ذكرها به ابن الجيعان في كتابه «التحفة السنية بأسماء البلاد المصرية»، وقال أن مساحتها 1,050 فدان. كما ذكر رمزي أيضًا أنها وردت في «قوانين ابن مماتي» وفي «تحفة الإرشاد» ولكن باسم «شُنْمِلُّس». غير أن اسمها تغير في العهد العثماني إلى اسمها الحالي.
ذكر علي مبارك شبراملس في كتابه الخطط التوفيقية باسم «شبرى ملس»، حيث ذكر أنها قرية في مديرية الغربية بقسم زفتة، وأن أغلب أبنيتها بالطوب اللبن وبها جامع ومعمل دجاج وعصّارة لقصب السكر وعدة بساتين وسواقي ويحوطها أشجار كثيرة، وأن مهنة أهلها الزراعة وأكثرهم مسلمون. وبالقرية مسجد يرجع أصله إلى العهد الفاطمي، به مقام لاثنين من الأولياء عند الصوفية.

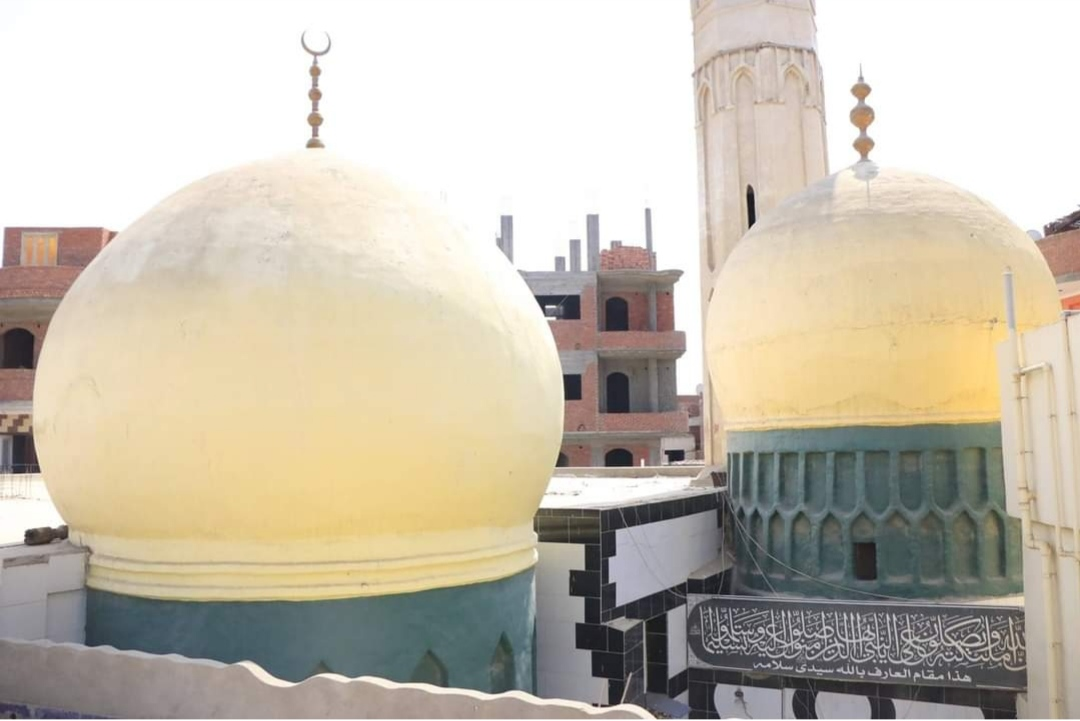
قباب مسجد الزنفلة الأثرية

## الصناعة

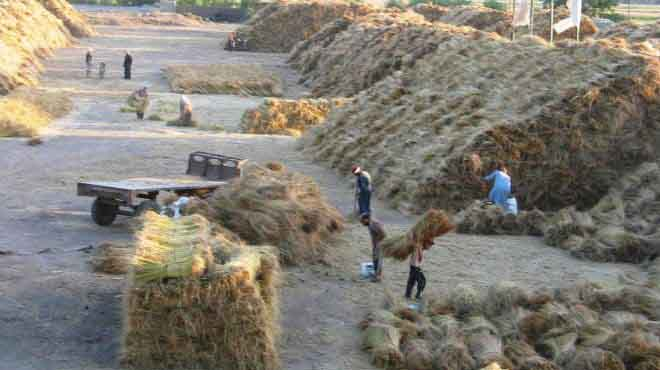
تخزين الكتان بشبراملس تمهيدًا لتصنيعه

بشبراملس حوالي 30 مصنع كتان، يعمل فيها أكثر من 20 ألف عامل، وتدخل ألياف الكتان في صناعة الأنسجة والأغطية وأقمشة الخيام، والأكياس القماشية وصناعة الملابس والحقائب. أما بذور الكتان فيستخرج منها زيت الكتان والمعروف باسم الزيت الحار كما هو معروف في بعض دول شمال إفريقيا، فهو زيت يستخدم في الطعام ويستخدم في الطبخ والصيدلة والطب، لكونه غذاء صحيًا غنيّا بالدّهون المفيدة والفيتامينات. وتدر صناعات الكتان ومشتقاته دخلاً سنويًا يُقدّر بحوالي مليار و300 مليون جنيه مصري، تساهم فيها شبراملس بنحو 80% من الإنتاج. كما تُدخل بعض الدول الأوروبية الكتان في صناعة العملات الورقية لمتانته وصلابته.

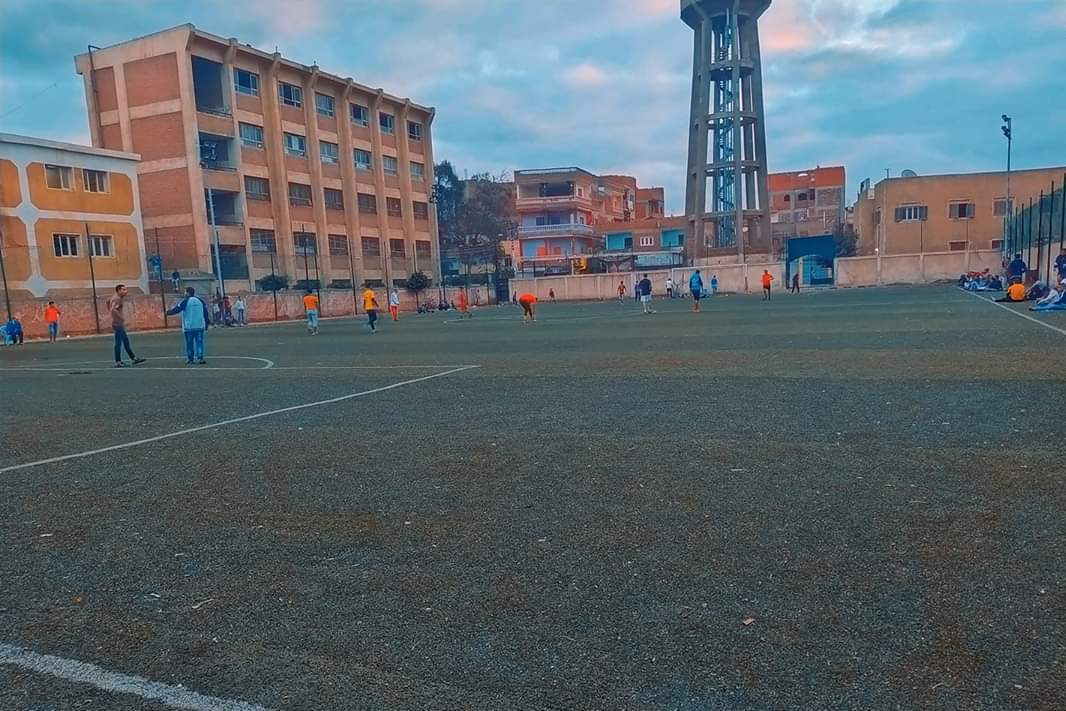
مركز شباب شبراملس

## السكان
بلغ عدد سكان شبراملس 25,737 نسمة حسب تقدير عام 2018.
| السنة  | 1882 | 1897 | 1907 | 1927 | 1947 | 1960 | 1976   | 1986   | 1996   | 2006   | 2018   |
| ------ | ---- | ---- | ---- | ---- | ---- | ---- | ------ | ------ | ------ | ------ | ------ |
| القرية | 3482 | 5354 | 5350 | 5714 | 5383 | 7527 | 10,892 | 14,170 | 14,277 | 16,688 | 25,737 |

## الأعلام
- أبي الضياء نور الدين بن علي الشبراملسي (997 هـ-1087 هـ) فقيه شافعي أصولي من علماء الجامع الأزهر، له العديد من المؤلفات في الفقه الإسلامي وأصوله والحديث الشريف والتفسير.[22][23]